# 马萨拉韦斯
马萨拉韦斯，是西班牙巴伦西亚自治区巴伦西亚省的一个市镇。总面积8平方公里，总人口1586人（2001年），人口密度198人/平方公里。